# Compsopogon
Genre
Synonymes
- Compsopogonopsis V.K.Krishnamurthy, 1962[2]
- Pericystis J.Agardh, 1847[2]

Compsopogon est un genre d’algues rouges de la famille des Compsopogonaceae.

## Étymologie
Le nom de genre Compsopogon est dérivé du grec κομψο / kompson, élégant, et πώγων / pógon, barbe, littéralement « belle barbe ».

## Liste d'espèces
Selon AlgaeBase (25 décembre 2021) :
- Compsopogon argentinensis Pujals
- Compsopogon caeruleus (Balbis ex C.Agardh) Montagne (espèce type)
- Compsopogon corinaldii (Meneghini) Kützing
- Compsopogon helwanii El-Gamal & Salah El-Din
- Compsopogon occidentalis Tracanna
- Compsopogon sparsus S.L.Xie & Y.J.Ling

Selon World Register of Marine Species (24 décembre 2021) :
- Compsopogon argentinensis Pujals, 1967
- Compsopogon caeruleus (Balbis ex C.Agardh) Montagne, 1846
- Compsopogon corinaldii (Meneghini) Kützing, 1857
- Compsopogon helwanii El-Gamal & Salah El-Din, 1999
- Compsopogon iyengarii Krishnamurthy, 1957
- Compsopogon lividus De Toni
- Compsopogon occidentalis Tracanna, 1980
- Compsopogon sparsus S.L.Xie & Y.J.Ling, 1998